# 蒙法
蒙法（法語：Montfa，法語發音：[mɔ̃fa]）是法国奥克西塔尼大区塔恩省的一个市镇，属于卡斯特尔区。

## 地理
蒙法（43°41'52"N, 2°14'34"E）面积10.69 平方千米，位于法国奧克西塔尼大區塔恩省，该省份为法国南部内陆省份，北起顺时针与阿韦龙省、埃罗省、奥德省、上加龙省和塔恩-加龙省接壤。
与蒙法接壤的市镇（或旧市镇、城区）包括：蒙皮尼耶、蒙特勒东拉贝索涅、佩雷古、圣热尔米耶、圣让德瓦勒、韦内斯。

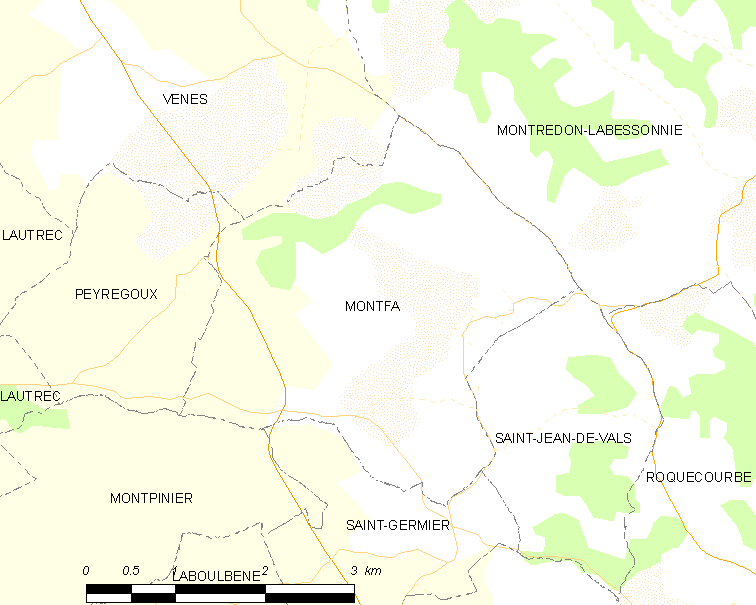
蒙法的OSM定位图

蒙法的时区为UTC+01:00、UTC+02:00（夏令时）。

## 行政
蒙法的邮政编码为81210，INSEE市镇编码为81177。

## 政治
蒙法所属的省级选区为卡斯特尔第二县。

## 人口

1962-2008年间蒙法人口变化图示

蒙法于2022年1月1日时的人口数量为468人。